# Obiekt 279
Object 279 (tiếng Nga: Объект 279) là một mẫu xe tăng thử nghiệm của Liên Xô sản xuất vào cuối năm 1959. Đây là loại xe tăng hạng nặng được chế tạo với mục đích chiến đấu trong các điều kiện địa hình khó khăn mà các loại tăng thông thường không di chuyển được, đảm nhận vai trò xuyên thủng các lớp vỏ cứng trong phòng tuyến của địch quân và có thể sống sót sau một đợt tấn công của vũ khí hạt nhân. Nó được dự tính phiên chế vào lực lượng dự bị của Bộ Tổng Tư lệnh Tối cao.

## Thiết kế
Xe tăng được thiết kế tại nhà máy Kirov ở Leningrad do một nhóm do kĩ sư L. Troyanov phụ trách. Công việc chế tạo bắt đầu vào năm 1957 dựa trên các yêu cầu vận hành xe tăng hạng nặng được phát triển vào năm 1956, và một mẫu thử nghiệm đã được hoàn thành vào năm 1959.
Chiếc xe tăng này có thể được coi là biểu tượng cho một nguy cơ của chiến tranh hạt nhân. Và cũng có thể coi là xe tăng hạng nặng cuối cùng của quốc gia "khổng lồ" Liên bang Xô Viết. Đây là chiếc xe tăng được bảo vệ tốt nhất trong lịch sử cũng như có hình thù kỳ lạ nhất.
Ban đầu, nhiệm vụ của nó là đảm nhiệm nhiệm vụ phòng thủ trước mọi cuộc tấn công "xâm nhập" kết hợp tác chiến ở các khu vực khó di chuyển.
Object 279 có trọng lượng khoảng 60 tấn, trang bị động cơ diesel 2DG-8M có công suất 1000 mã lực, tốc độ tối đa khoảng 55 km/h (34 mph) cho phép tầm hoạt động tối đa lên đến 300 km (186 dặm) trong một lần tiếp nhiên liệu. Object 279 cũng có hệ thống chữa cháy tự động, thiết bị tạo khói và hệ thống sưởi và làm mát khoang chiến đấu.

### Vỏ giáp
Với lớp giáp dày tối đa là 269 mm (10,6 in), được bao phủ bởi một tấm chắn mỏng hình elip giúp bảo vệ chiếc xe tăng này khỏi loại đạn APDS và đạn nổ lõm, đồng thời ngăn không cho xe tăng bị lật bởi sóng xung kích trong trường hợp nổ hạt nhân. Nó bao gồm các cấu trúc hình dạng bất thường có độ dày và độ dốc thay đổi. Phần trước của thân xe có hình dạng tròn với các tấm giáp mỏng chống lại các loại đạn HEAT , chạy quanh các cạnh của mặt trước và hai bên của thân xe. Hai bên thân xe cũng được đúc và có các tấm giáp bảo vệ tương tự.
Tháp pháo được bao phủ toàn bộ lớp giáp với độ dày tối đa là 319 mm, được thiết kế hình tròn và có các tấm bảo vệ giúp chống nhiệt. Vòng tháp pháo cũng được bảo vệ cẩn thận, được trang bị  lớp bảo vệ hóa học, sinh học, phóng xạ và hạt nhân (CBRN).

### Vũ khí
Object 279 được trang bị pháo 130mm M-65 và súng máy đồng trục KPVT 14,5 x 114 mm với 800 viên đạn. Các vũ khí được ổn định trong hai mặt phẳng bằng bộ ổn định "Groza". Object 279 mang theo 24 viên đạn, có phụ tải và đạn được nạp riêng.
Pháo được trang bị hệ thống nạp đạn bán tự động với tốc độ bắn 5–7 phát / phút. Hệ thống kiểm soát bắn bao gồm máy đo xa quang học, hệ thống dẫn đường tự động và tầm nhìn ban đêm L2 với đèn soi hồng ngoại chủ động.
Một biến thể cải tiến của pháo M-65 sau đó đã được thử nghiệm trên xe tăng thử nghiệm Obyekt 785 vào cuối những năm 1970.

## Lịch sử
Một trong những lý do khiến dự án xe tăng này bị hủy bỏ, cũng như các dự án xe tăng hạng nặng khác, là do quân đội Liên Xô đã ngừng vận hành các loại xe tăng hạng nặng như vậy vào năm 1960. Kể từ đó, những chiếc tăng nặng nhất được giữ ở mức trọng lượng khoảng 50 tấn, không đếm các thiết bị phụ như áo giáp phản ứng bổ sung hoặc thiết bị dò phá bom mìn. Vào ngày 22 tháng 7 năm 1960, tại buổi trình diễn công nghệ mới ở Kapustin Yar , Nikita Khrushchev nghiêm cấm bất kỳ xe tăng nào có trọng lượng hơn 37 tấn được sử dụng bởi quân đội, do đó đã xóa bỏ toàn bộ chương trình xe tăng hạng nặng: loại xe tăng đã được chứng minh là rất thành công.
Thêm vào quyết định này là bản thân ông Nikita Khrushchev là người ủng hộ một phương án thay thế - xe tăng tên lửa dẫn đường, trong đó nổi bật nhất là chiếc IT-1. Hơn nữa, quân đội Liên Xô muốn xe tăng có trọng lượng phù hợp để băng qua cầu của chính họ, trong trường hợp các tình huống phòng thủ quê hương tương tự như những gì xảy ra trong Thế chiến II, vào thời điểm đó dường như không đáng tin cậy để vượt qua các phương tiện hạng nặng. Một lý do khác là một số khiếm khuyết nghiêm trọng của thiết bị bị cháy đã xuất hiện trong quá trình thử nghiệm. Những khiếm khuyết này bao gồm khả năng cơ động thấp, giảm hiệu quả khi băng qua khu vực đầm lầy, sản xuất, bảo trì và sửa chữa phức tạp và tốn kém, và không thể giảm chiều cao tổng thể của xe tăng.

## Trưng bày
Hiện nay chỉ còn một chiếc Object 279 duy nhất được trưng bày tại Bảo tàng Xe tăng Kubika, Odintsovsky, Moscow, Nga.